# Barajas (metrostation)
Barajas is een metrostation in het stadsdeel Barajas van de Spaanse hoofdstad Madrid. Het station werd geopend op 7 september 1999 en wordt bediend door lijn 8 van de metro van Madrid.